# One Nation
『One Nation』は、Sniper Soundが2009年3月2日に大韓民国でリリースされ、MC Sniperがプロデュースした2枚組のCDで構成されているコラボレーション・コンピレーション・アルバムである。

## 収録曲
大韓民国保健福祉家族部の下部組織である青少年保護委員会によって「青少年有害媒体物」の指定を受けた曲（19歳未満に販売することや深夜から早朝を除く時間帯の放送が禁止となった曲）には「⑲」のマークを表示する。

### Disc1
1. One Nation -MC Sniper,L.E.O,ペチギ,Illinit,Outsider,チィレプ,DJ R2,ボーン・サグズン・ハーモニー
2. 誰だ - L.E.O
3. 火の車 - ガリオン,ニューオリオンス⑲
4. Breath Fire - Minos⑲
5. ある非正規職労働者の叫び - デプコン⑲
6. True Story - B-Free⑲
7. 彼女に気をつけろ- Icon⑲
8. 風 - The Note⑲
9. 概念の喪失 - Onesun⑲
10. Cold Society - Double K,シジン,Mr.ゴールド⑲
11. B-Busterz - Outsider⑲
12. T.K.O - Illinit⑲

### Disc2
1. Under Kidz - Kebee,Loptimist,DJ Wegun,ペチギ
2. At You - ノッソプシャン,Zito,D.Theo
3. Swaggerin' In The Mood - The Quiett⑲
4. AM 03:00 - ドキ,Big-Tone
5. I Wanna Rock- R.S,B⑲
6. If I - U.P.T Maniac⑲
7. その男が叫ぶ後姿を見た - チィレプ⑲
8. Railroad - Ugly Picture
9. 狂うほど - KEIKEI⑲
10. Turn Off The Light - ライムバス
11. Rockstar - バスコ,L.E.O⑲
12. I Don't Give A Fuck - Nastyz(Dead'P & Deepflow)⑲
13. Break Up 2 Make up - ジョブラウン